# Atomerőmű SE
L'Atomeromu SE est un club hongrois de basket-ball appartenant au Championnat de Hongrie de basket-ball, en première division. Le club est basé dans la ville de Paks.

## Palmarès
- Champion de Hongrie : 2002, 2005, 2006 et 2009
- Coupe de Hongrie de basket-ball : 2001, 2003, 2005 et 2008

## Joueurs célèbres ou marquants
- Rodney McGruder
- Jure Balažič
- Sharif Fajardo
- Róbert Gulyás
- Darius Lukminas
- Chris Monroe
- Lee Nailon
- Justin Robinson
- Durrell Summers
- Arūnas Visockas